# Alfons Płotkowiak

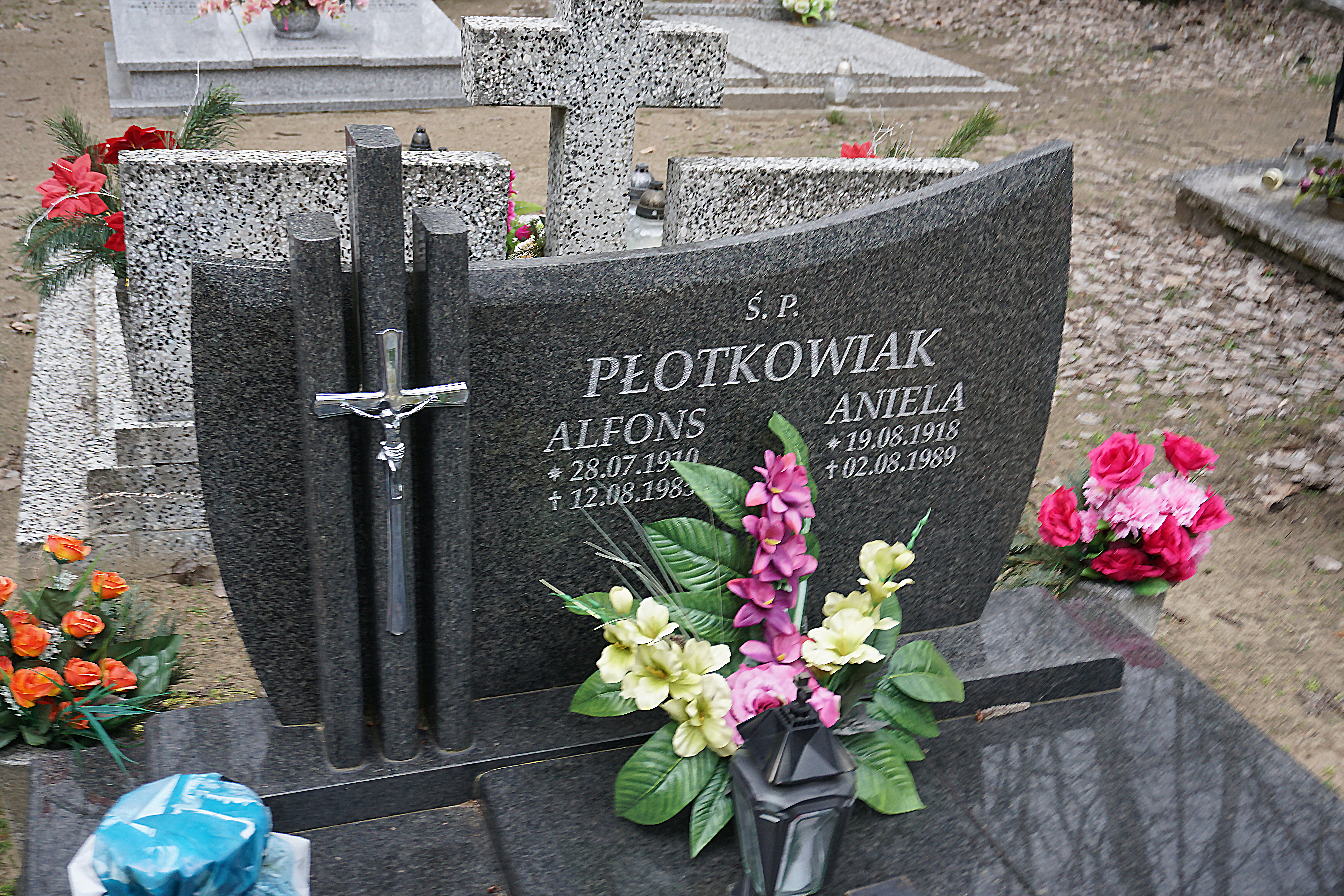
Grób Alfonsa Płotkowiaka na cmentarzu Miłostowo w Poznaniu

Alfons Zdzisław Płotkowiak (ur. 28 lipca 1910 w Poznaniu, zm. 12 sierpnia 1985 w Poznaniu) – polski lekkoatleta, długodystansowiec, mistrz Polski.
Należał do lekkoatletów, którym karierę przerwała II wojna światowa. Przed wojną był brązowym medalistą mistrzostw Polski w biegu na 10 000 metrów w 1938 oraz zdobywcą 5. miejsca na tym dystansie w 1939. Zajął również 5. miejsce w Biegu Narodowym w 1932. Był zwycięzcą  Biegu Kuriera Poznańskiego w 1939 i zdobywcą 2. miejsca w 1938.
Po wojnie był mistrzem Polski w biegu na 10 000 m w 1946 oraz wicemistrzem w 1947, 1948 i 1949, a w 1950 zajął 5. miejsce.
W 1949 wystąpił w pierwszym powojennym meczu reprezentacji Polski, z drużyną Rumunii,  zajmując 4. miejsce na 10 000 m.
Został pochowany na cmentarzu Miłostowo w Poznaniu (pole 39, kwatera 2). 
Rekordy życiowe Płotkowiaka:
| Konkurencja                        | Data i miejsce                 | Wynik   |
| ---------------------------------- | ------------------------------ | ------- |
| bieg na 1500 metrów                | 1937                           | 4:17,2  |
| bieg na 3000 metrów                | 18 maja 1939, Bydgoszcz        | 8:59,4  |
| bieg na 5000 metrów                | 16 października 1948, Warszawa | 15:375  |
| bieg na 10 000 metrów              | 23 maja 1938, Warszawa         | 32:32,0 |
| bieg na 3000 metrów z przeszkodami | 23 maja 1955, Wrocław          | 9:21,8  |
| bieg maratoński                    | 19 lipca 1958, Bydgoszcz       | 3:05:17 |

Był zawodnikiem SMP Poznań (1932-1937), Warty Poznań (1938-1939), Drukarza Poznań (1946-1948) i Związkowca Poznań (1949-1950).
Miał wykształcenie zawodowe. Był z zawodu drukarzem.